# غزو خليج الخنازير
غزو خليج الخنازير (بالإسبانية: Invasión de Bahía de Cochinos)‏ (بالإنجليزية: Bay of Pigs Invasion)‏ كانت محاولة فاشلة من جانب القوات التي دربتها وكالة المخابرات المركزية من الكوبيين المنفيين لغزو جنوب كوبا وقلب النظام على فيدل كاسترو.

## الاستعداد
بدأ التخطيط لتلك الحادثة في 17 مارس 1960، عندما وافق الرئيس الأميركي دوايت أيزنهاور علي اقتراح CIA بدعم المعارضة الكوبية ضد النظام الشيوعي الجديد في كوبا بزعامة كاسترو، ويبدو أن الأمريكيين رفعوا من سقف توقعاتهم بخصوص نجاح المعارضة في ذلك نظراً لتجاربهم السابقة في ذلك.
قاموا بتدريب قوات المعارضة الكوبية بغواتيمالا وتم تشكيل ما يسمي باللواء (بالإسبانية:  2506 Brigada Asalto 2506)‏، وتم إعطاء اسم كودي للعملية هو Zapata، وكلف مدير CIA السيد ألن دالاس بتولي مسئولية العملية، ولكن أنباء تلك الخطة وصلت إلي الكوبيين عن طريق شبكة عملائهم السرية والـKGB.
كانت العملية تقوم على إنزال قوات الكوماندوس التابعة للـ C.I.A وهي قوات مشكلة من المرتزقة المأجورين ومن العناصر المضادة للثورة الشعبية في كوبا وقد تم تدريب هذه العناصر على أيدي C.I.A في غواتيمالا، وكانت هذه العملية تقوم على إنزال عدد كبير من الجنود في ترينيداد في الصباح الباكر، ولكن جرى تعديل على هذه الخطة ليتم الإنزال في خليج كوتشينوس غربي ترينيداد ليلاً بسبب أن خليج كوتشينوس أقل تعداداً للسكان وأصغر مساحة من ترينيداد وأن المنطقة ملائمة أكثر لعمليات الإنزال، وبحسب تصريحات قادة الـ C.I.A فإن أعداداً كبيرة من المواطنين الكوبيين سيقدمون الدعم لقوات المرتزقة الأمريكية وأن دعم العملية سيأتي من الداخل والخارج على حد سواء.
كان مخطط العملية يقوم على البدء بضرب أهم القواعد الجوية الكوبية قبل يومين من عملية الإنزال بطائرات تحمل إشارة الطيران الحربي الكوبي ويقودها طيارون كوبيون، وتوجه ضربة ثالثة لهذه القواعد الجوية في صبيحة يوم الإنزال، بهدف شل حركة الطيران الكوبي وتمهيد الطريق للتدخل، ومن ثم ضرب الجسور البرية والحديدية في هافانا والمناطق المجاورة. فضلت أمريكا في تلك الفترة البقاء بعيدة عن أضواء العملية، والتظاهر بأن العملية منظمة من قبل القوات المسلحة الكوبية وليست بتوجيه من الخارج.

## الهجوم

### 15 أبريل
كان من المفترض أن تنطلق الطائرات من القاعدة الجوية الأمريكية في نيكاراغوا وأن يتم التمويه لانطلاقها أمام وسائل الإعلام. في 15 أبريل بدأ الهجوم السابق للإنزال بالقاذفات الأمريكية ب 26 على مطارات كوبا وأحياء الهافانا وسانتياغو والعديد من المناطق المجاورة، بدت الغارة الأولى وكأنها نجحت في تحقيق هدفها كما ظن قادة العملية، ولكن في الحقيقة قبيل العملية كانت قيادة الجيش الثوري في كوبا قد غيرت مواقع العديد من الطائرات إلى مطارات احتياطية.
رغم أن الطياريَن الذَين قاما بالغارة الأولى قد نفذا الخطة كما رُسمت لهما فبعد الغارة عادا إلى مطاري (كي ويست، ميامي) والإدعاء بأنهما قد هربا من القوات الحربية الجوية الكوبية، وانضما إلى القوى المعادية للثورة.

### 17 أبريل
ورغم إخفاق العملية في أولى غاراتها إلا أن الرئيس الأمريكي كينيدي لم يلغ خطة الإنزال بل أصدر قراراً بإلغاء الغارة الثانية (قبيل الإنزال)، بدأ الإنزال من السفن المتواجدة على شواطئ كوبا وهي: (هيوستون، ليك تشارلز، ريو ايسكونديدو، كاريبه، اتلانتيكو)، بدأ الإنزال ليلاً واستمر حتى فجر 17 أبريل، بعد إنجاز الإنزال انتشر المئات من المرتزقة على الشواطئ واتجهوا إلى الداخل حيث كان لهم بالمرصاد الميليشيات الشعبية التي قاومت بعنف في محاولة لمنع هذه المجموعات من التقدم، وكسب الوقت لحين قدوم قوات الجيش الثوري.
قامت 4 طائرات نقل تحمل أسماء Houston Rio Escondido, Caribe, and Atlantico بنقل 1511 من عناصر المعارضة الكوبية (اللواء 2506) المدربين جيداً وتم إنزالهم في خليج الخنازير Bay of Pigs علي الساحل الجنوبي لكوبا، وكان بحوزتهم طائرتي LCIs تحمل أسماء Blagar and Barbara J وبها تجهيزات وتعيينات للعملية.
بعد ساعتين من الإنزال، قامت 5 طائرات C-46 وطائرة C-45 بإبرار 177 مظلي من اللواء 2506 بمنطقة Horquita، وفي الوقت نفسه، تم إنزال مجموعة أخرى إلي منطقة Giron لضمان السيطرة علي الطريق من San Blas حتي Giron. تمكنت مجموعات التدخل من التغلغل لعدة كيلومترات داخل الجزيرة واستطاعت هذه المجموعات السيطرة على عدد من المواقع الهامة على الجزيرة، ولكن سرعة ودقة القيادة الرئيسية للقوات المسلحة الثورية في كوبا كانت أقوى إذ استطاعت إيقاف تقدم المرتزقة الأمريكان والاستيلاء على المواقع المحتلة من قبل هذه المجموعات.

### 18 أبريل
وفي يوم الهجوم، 18 أبريل، تم شن غارات جوية من 6 طائرات B-26 ضد مواقع الميليشيا الكوبية واستخدمت خلالها القنابل والصواريخ والنابالم وأحدثت إصابات عديدة تقرب من 1800 إصابة.
وفي الساعة 8 صباحا، كانت قدرات الميليشيا الكوبية تتزايد، وتتدفق عليهم المدفعية والدبابات، وعانت قوات اللواء 2506 من إصابات جسيمة وذلك أثناء محاولات الميليشيا الكوبية زحزحتهم نحو الشاطئ..

### 19 أبريل
في يوم الهجوم في 19 أبريل، تم القيام بأخر الغارات الجوية وسميت Mad Dog Flight من 4 طائرات B-26، ولكن الكوبيون أسقطوا طائرتين B-26 وقتل 4 أمريكيين بسبب ذلك، وتم إسقاط طائرة B-26 أخرى في منطقة Giron، وأخلت إحدى الطائرات C-46 طيار تلك الطائرة المحطمة الذي يدعي Matias Farias.
ومع ظروف غياب الدعم الجوي، ونفاذ الذخيرة، إنسحبت قوات اللواء 2506 إلي الشاطئ، وقامت سفن الدعم القريبة من الشاطئ بمحاولة إخلاء تلك القوات إلا انهم لم تتمكن من ذلك، وانتهت بذلك عملية خليج الخنازير بالفشل الذريع. هكذا فشلت عملية خليج كوتشينوس (أو خليج الخنازير) فشلاً ذريعاً وكان من نتيجة هذه العملية أن الجيش الثوري الكوبي قد أسر 1179 شخصاً من مجموعات الإنزال واستولى على خمس دبابات ثقيلة (شيرمان) وعشرات من الأسلحة الفردية وثمانية رشاشات ثقيلة والكثير من الرشاشات والأسلحة المضادة للطائرات وعشر سيارات نقل عسكرية وتم إغراق أربع سفن وإسقاط 12 طائرة قاذفة. وبالتحقيق مع الأسرى تبين أنهم جميعاً من أنصار باتيستا وأنهم جميعاً قد صرحوا بأن الاستخبارات الأمريكية قد دربتهم، وكان لفشل العملية صدمة حقيقية للقيادة الأمريكية، وللرئيس الأمريكي جون كينيدي ذاته.

## ردود الأفعال
- لم تنجح C.I.A بالتستر على اشتراكها في العملية فقد صرّح وزير الخارجية الكوبي (راؤول روا) في الجلسة السياسية الخاصة للأمم المتحدة: « إنني اتهم حكومة الولايات المتحدة الأمريكية أمام الرأي العام العالمي بأنها شنت حرباً ضد كوبا من أجل أن تمتلك من جديد ثرواتها ومن أجل أن تحول كوبا، مرة ثانية إلى تابع لها».
- استخدم خامنئي لدى استقباله من المعلمين بمناسبة أسبوع المعلم في إيران عبارة خليج الخنازير خطابا لآمريكا بسبب إجراء المناورات المختلفة في الخليج العربي. و قال لهم «لماذا جاؤوا من اقاصي الأرض إلى هنا ويجرون المناورات؟ اذهبوا واجروا مناوراتكم في خليج الخنازير.» كناية عن فشلهم في هذا الخليج.